# Punisher (альбом)
| Совокупная оценка    | Совокупная оценка |
| Источник             | Оценка            |
| -------------------- | ----------------- |
| Album of the Year    | 87/100            |
| AnyDecentMusic?      | 8.4/10            |
| Metacritic           | 90/100            |
| Оценки критиков      |                   |
| Источник             | Оценка            |
| AllMusic             | [ 4 ]             |
| The A.V. Club        | A-                |
| Consequence of Sound | A-                |
| The Daily Telegraph  | [ 7 ]             |
| The Independent      | [ 8 ]             |
| The Line of Best Fit | 8/10              |
| NME                  | [ 10 ]            |
| Pitchfork            | 8.7/10            |
| Slant Magazine       | [ 12 ]            |
| Rolling Stone        | [ 13 ]            |

Punisher  — второй студийный альбом американской инди-фолк-рок певицы Фиби Бриджерс, вышедший 18 июня 2020 года на лейбле Dead Oceans. Продюсерами были Tony Berg, Ethan Gruska и сама Бриджерс. Диск и его треки был номинирован на несколько премий Грэмми, включая категорию Best Alternative Music Album.

## Об альбоме
Американская певица и автор песен Фиби Бриджерс приобрела известность в конце 2010-х годов благодаря сочетанию приглушённого и специфического написания песен, которое быстро принесло ей значительный уровень известности среди поклонников инди-рока. Бриджерс выросла, сочиняя песни и играя на гитаре. Уроженка Лос-Анджелеса, она училась в Школе искусств округа Лос-Анджелес, где изучала вокальный джаз. В 2017 году она выпустила свой дебютный альбом «Stranger in the Alps» на инди-лейбле Dead Oceans, базирующемся в Индиане. Пластинка получила широкое признание критиков и коллег; гитарист Джон Мейер провозгласил это «прибытием гиганта».
Она быстро стала востребованной исполнительницей, участвуя в песнях с такими известными музыкантами как The National, Fiona Apple, the 1975 и Jackson Browne. Она сформировала женскую супергруппу boygenius вместе с музыкантами Жюльен Бейкер и Lucy Dacus, которая выпустила EP в 2018 году. Она также начала сотрудничать с Конором Оберстом сформировав группу Better Oblivion Community Center, которая выпустила альбом дебютный альбом в 2019 году. Она также начала тесно сотрудничать с певцом и автором песен Кристианом Ли Хатсоном, продолжая продюсировать дебютный альбом Хатсона Beginners, выпущенный в 2020 году. Райан Лиас из Stereogum написал, что растущий объем работ Бриджерс — особенно перед выпуском второго альбома — уже был «разнообразным и сложным».

## Музыка и тексты
Punisher был описан как альбом содержащий музыку таких стилей как инди-рок и эмо-фолк. С лирической точки зрения он затрагивает темы «упущенных связей, напряжения между внутренним и внешним я, [и] одинокой болью от наблюдения за концом вещей». В пресс-релизе Бриджерс использовала слова «плач» и чувство оцепенения, чтобы описать его содержание. Куинн Морленд из сетевого издания Pitchfork интерпретировал пластинку как рожденную «вялыми периодами депрессии, желания и самоуничтожения». На обложке альбома написано, что он посвящен Максу, черному мопсу Бриджерс, который прожил шестнадцать лет до своей кончины в 2019 году. Его смерть сильно повлияла на Бриджерс, которая отметила, что «возвращаться домой в пустую квартиру было довольно неприятно» и что, возможно, это привело к той тьме, что присутствует в Punisher. Она также указала на писательницу Джоан Дидион, чьи произведения пронизаны тревогой или страхом от распада американской нравственности и культурного хаоса, как на вдохновителя Punisher, а также сослалась на подкаст My Favorite Murder в двух отдельные статьи, в которых подчеркивается её влияние на Punisher: «Я думаю, что это, вероятно, проникло (в альбом)», — заметила она.
Тексты песен Бриджерс варьируют от сардонического до откровенно искреннего; Линдсей Золадз из The New York Times отметила, что Бриджерс «соткала крошечные, специфические детали с отметками времени (химиотрассы, крекеры, серотонин) в прочные гобелены чувств». В целом, альбом рассказывает о личном пути Бриджерс к терапии и возможности лучше наслаждаться жизнью. В то время как Alps углублена в травме, Punisher определяет инструменты, которые она использовала для борьбы с этой травмой.

## Релиз
Punisher был долгожданным альбомом. Первый сингл альбома "Garden Song" был выпущен 26 февраля 2020 года, за ним последовал второй сингл "Kyoto", который вышел 9 апреля того же года. Третий сингл с альбома «ICU» (под названием «I See You») был выпущен 19 мая 2020 года.
Выпуск пластинки был запланирован на 19 июня—или на Juneteenth, день официального окончания  рабства в США—но Бриджерс решила выпустить его на раннем этапе в цифровых сервисах, с объявлением, призывающим фанатов делать пожертвования организациям, ищущим расовую справедливость. Он дебютировал во время всемирного карантина, связанного с пандемией COVID-19, и в период гражданских беспорядков в США, связанных с убийством  Джорджа Флойда. «Я не [откладываю] запись до тех пор, пока всё не вернется к «нормальному» состоянию, потому что я не думаю, что так должно быть», - написала Бриджерс в Twitter. Планы на гастроли для продвижения Punisher были отложены из-за вышеупомянутой пандемии. Бриджерс также планировала открыть концертный тур группы The 1975 Music for Cars Tour.

## Отзывы
Альбом получил положительные отзывы музыкальной критики и интернет-изданий. Он получил 90 из 100 баллов на интернет-агрегаторе Metacritic.
Сэм Содомски из журнала Pitchfork назвал его одним из «лучшей новой музыки», а также «чудесным, […] откровенным, многомерным, хитроумным психоделическим и полным сердца. Её музыка превратилась в отдельный мир». Джонатан Бернстайн из журнала Rolling Stone описал его как «одиннадцать искусно обработанных, в значительной степени мрачных песен о сломленной вере, отчаянной, иногда саморазрушительной любви и неустойчивом выздоровлении». NME дал альбому отличную оценку, написав: «Способность автора песен из Лос-Анджелеса так ярко передать это давнишнее чувство страха, возможно, является самым большим фактором в её быстром росте до культового инди-имени в стране; просто посмотрите на состояние мира прямо сейчас».
Дэвид Сакллах из Consequence of Sound поставил альбому пятёрку, написав "«Punisher» источает лучи с беспокойной энергией и извращенной логикой снов, которые прорываются в поразительные моменты ясности, напоминая альбом Boxer группы National. Фред Томас из AllMusic выразил мнение, что пластинка «достигает новых глубин […] Это альбом шокирующе самосознательных исследований тёмных чувств, и Бриджерс более чем когда-либо готова броситься в темноту». Александра Поллард из газеты The Independent также положительно отозвалась об альбоме. Линдси Золадз из газеты New York Times назвала диск в ранге «выбор критика» («critic’s pick»).

### Итоговые списки
В январе 2025 года альбом включён в список лучших альбомов первой четверти XXI века (номер 69 в списке The 250 Greatest Albums of the 21st Century So Far).
| Публикация           | Список                                 | Ранг | Ссылка |
| -------------------- | -------------------------------------- | ---- | ------ |
| 34th Street Magazine | Street's Favorite Albums of 2020       | н/д  | [ 31 ] |
| The A.V. Club        | The 20 Best Albums of 2020             | 2    | [ 32 ] |
| AllMusic             | AllMusic Best of 2020                  | N/A  | [ 33 ] |
| Billboard            | The 50 Best Albums of 2020             | 15   | [ 34 ] |
| Clash                | Clash Albums Of The Year 2020          | 3    | [ 35 ] |
| Consequence of Sound | The 50 Best Albums of 2020             | 3    | [ 36 ] |
| Crack                | The Top 50 Albums of 2020              | 10   | [ 37 ] |
| Double J             | The 50 Best Albums of 2020             | 15   | [ 38 ] |
| Esquire              | The 50 Best Albums of 2020             | 1    | [ 39 ] |
| Exclaim!             | Exclaim!'s 50 Best Albums of 2020      | 3    | [ 40 ] |
| The Fader            | The 50 Best Albums of 2020             | 5    | [ 41 ] |
| Gaffa                | 2020’s 20 Best Foreign Albums          | 8    | [ 42 ] |
| Gigwise              | The Gigwise 51 Best Albums of 2020     | 15   | [ 43 ] |
| Glamour              | The 30 Best Albums of 2020             | N/A  | [ 44 ] |
| The Guardian         | The 50 Best Albums of 2020             | 16   | [ 45 ] |
| The Guardian         | Alim Kheraj’s Albums of 2020           | N/A  | [ 46 ] |
| The Guardian         | Elle Hunt’s Albums of 2020             | N/A  | [ 46 ] |
| The Guardian         | Eve Barlow’s Albums of 2020            | N/A  | [ 46 ] |
| The Guardian         | Gwilym Mumford’s Albums of 2020        | N/A  | [ 46 ] |
| The Guardian         | Kate Solomon’s Albums of 2020          | N/A  | [ 46 ] |
| The Guardian         | Kathryn Bromwich’s Albums of 2020      | N/A  | [ 46 ] |
| The Guardian         | Katie Hawthorne’s Albums of 2020       | N/A  | [ 46 ] |
| GQ (UK)              | Best Albums of 2020                    | 2    | [ 47 ] |
| Insider              | The 20 Best Albums of 2020, Ranked     | 4    | [ 48 ] |
| The Line of Best Fit | The Best Albums of 2020 Ranked         | 4    | [ 49 ] |
| The New Yorker       | The Best Music of 2020                 | 10   | [ 50 ] |
| The New York Times   | Lindsay Zoladz’s Best Albums of 2020   | 2    | [ 51 ] |
| NME                  | The 50 Best Albums of 2020             | 5    | [ 52 ] |
| Noisey               | The 100 Best Albums of 2020            | 22   | [ 53 ] |
| NPR                  | The 50 Best Albums of 2020             | 4    | [ 54 ] |
| Nylon                | Nylon's Top Albums Of 2020             | N/A  | [ 55 ] |
| Our Culture Mag      | The 50 Best Albums of 2020             | 2    | [ 56 ] |
| Paste                | The 50 Best Albums of 2020             | 14   | [ 57 ] |
| Pitchfork            | The 50 Best Albums of 2020             | 4    | [ 58 ] |
| PopBuzz              | The 20 Best Albums of 2020             | 7    | [ 59 ] |
| PopSugar             | The 50 Best Albums of 2020             | 14   | [ 60 ] |
| Rolling Stone        | The 50 Best Albums of 2020             | 10   | [ 61 ] |
| Shondaland           | The Best Music of 2020                 | N/A  | [ 62 ] |
| The Skinny           | Top 10 Albums of 2020                  | 2    | [ 63 ] |
| Slate                | The Best Albums of 2020                | 1    | [ 64 ] |
| Spin                 | The 30 Best Albums of 2020             | 7    | [ 65 ] |
| Stereogum            | The Top 50 Best Albums of 2020         | 28   | [ 66 ] |
| Time Out             | The 15 Best Albums of 2020             | N/A  | [ 67 ] |
| Under the Radar      | Top 100 Albums of 2020                 | 1    | [ 68 ] |
| Uproxx               | The Best Albums of 2020                | 15   | [ 69 ] |
| Us Weekly            | 10 Best Albums of 2020                 | 7    | [ 70 ] |
| USA Today            | The 10 Best Albums of 2020             | 8    | [ 71 ] |
| Variety              | Chris Willman’s Albums of 2020         | 7    | [ 72 ] |
| Variety              | Jem Aswad’s Albums of 2020             | 6    | [ 73 ] |
| Vulture              | The Best Albums of 2020                | 5    | [ 74 ] |
| Wonderland           | The Best Albums of 2020 (Part 2)       | N/A  | [ 75 ] |
| soyuz.ru             | soyuz.ru: 20 лучших альбомов 2020 года | N/A  | [ 76 ] |

## Награды и номинации
На Грэмми-2021 альбом был номинирован на музыкальную премию Грэмми в категории Best Alternative Music Album.
| Год  | Ассоциация    | Категория                    | Работа   | Результат |
| ---- | ------------- | ---------------------------- | -------- | --------- |
| 2021 | Grammy Awards | Best Alternative Music Album | Punisher | Номинация |
| 2021 | Grammy Awards | Best Rock Performance        | «Kyoto»  | Номинация |
| 2021 | Grammy Awards | Best Rock Song               | «Kyoto»  | Номинация |

## Список композиций
| №                   | Название            | Автор(ы)                                    | Длительность |
| ------------------- | ------------------- | ------------------------------------------- | ------------ |
| 1.                  | «DVD Menu»          | Phoebe Bridgers                             | 1:09         |
| 2.                  | «Garden Song»       | Bridgers Christian Lee Hutson Marshall Vore | 3:39         |
| 3.                  | «Kyoto»             | Bridgers Morgan Nagler Vore                 | 3:04         |
| 4.                  | «Punisher»          | Bridgers Conor Oberst Vore                  | 3:09         |
| 5.                  | «Halloween»         | Bridgers Hutson Oberst                      | 4:31         |
| 6.                  | «Chinese Satellite» | Bridgers Oberst Vore                        | 3:37         |
| 7.                  | «Moon Song»         | Bridgers                                    | 4:37         |
| 8.                  | «Savior Complex»    | Bridgers Hutson Oberst                      | 4:01         |
| 9.                  | «ICU»               | Bridgers Vore Nicholas White                | 3:10         |
| 10.                 | «Graceland Too»     | Bridgers Hutson                             | 3:56         |
| 11.                 | «I Know the End»    | Bridgers Hutson Oberst Vore                 | 5:44         |
| Общая длительность: | Общая длительность: | Общая длительность:                         | 40:37        |

## Позиции в чартах
| Чарт (2020)                            | Высшая позиция |
| -------------------------------------- | -------------- |
| Австралия (ARIA)                       | 12             |
| Бельгия/Фландрия (Ultratop)            | 20             |
| Канада (Canadian Albums Chart)         | 96             |
| Нидерланды (Album Top 100)             | 43             |
| Германия (Offizielle Top 100)          | 39             |
| Ирландия (Irish Albums Chart)          | 18             |
| Новая Зеландия (RMNZ)                  | 10             |
| Шотландия (Scottish Albums Chart)      | 3              |
| Швейцария (Schweizer Hitparade)        | 37             |
| Великобритания (UK Albums Chart)       | 6              |
| США (Billboard 200)                    | 43             |
| США (Billboard Independent Albums)     | 4              |
| США (Billboard Top Alternative Albums) | 2              |
| США (Billboard Top Rock Albums)        | 6              |
| США (Billboard Top Tastemaker Albums)  | 4              |

## Сертификации
| Регион                                                                      | Сертификация | Продажи |
| --------------------------------------------------------------------------- | ------------ | ------- |
| Великобритания (BPI)                                                        | Золотой      | 100 000 |
| США (RIAA)                                                                  | Золотой      | 500 000 |
| Данные о продажах + прослушиваниях приведены только на основе сертификации. |              |         |